# 拉撒路综合征
拉撒路综合症（Lazarus syndrome）是指在心肺复苏失败之后人体循环系统自发地恢复运作。自1982年以来，它已在医学文献中至少有了40-50次记载。又被称为拉撒路现象（Lazarus phenomenon），是以圣经中的拉撒路来命名的，在圣经中，他死后耶稣将其复活。
对于这一综合症的出现原因，目前仍没有很好的解释。一种理论认为，其主要原因是在心肺复苏过程中胸腔内累积了压力，在心肺复苏结束后这些压力的释放导致心脏的扩张，从窦房结出来的电脉冲触发了心脏的跳动。其他可能的原因还包括了高钾血症以及高剂量的肾上腺素。